# Kriegerdenkmal Dahlenwarsleben

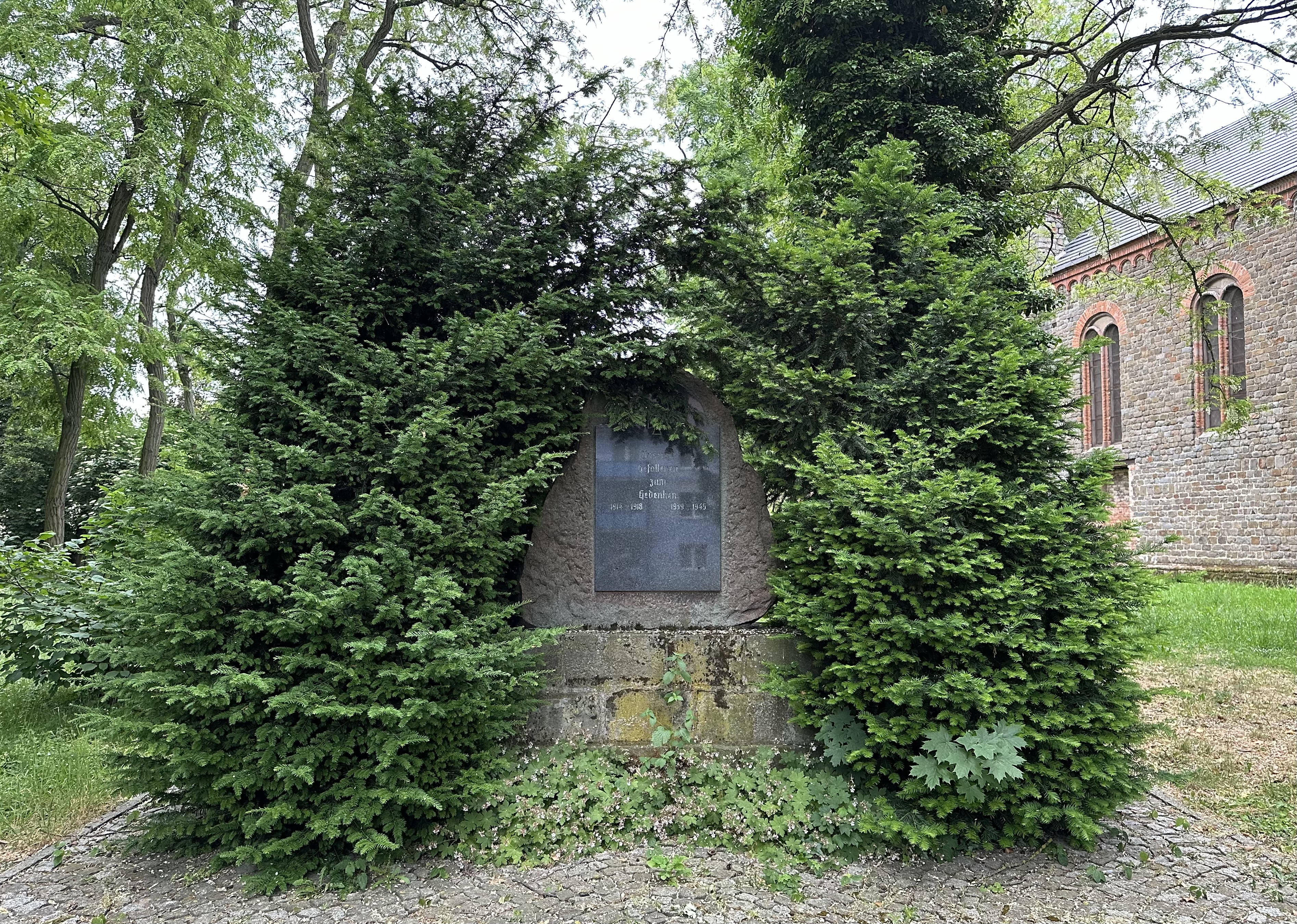
Kriegerdenkmal Dahlenwarsleben, 2024

Das Kriegerdenkmal Dahlenwarsleben ist ein Kriegerdenkmal in Dahlenwarsleben in der Gemeinde Niedere Börde in Sachsen-Anhalt.
Mit dem Denkmal wird der Gefallenen des Orts im Ersten und Zweiten Weltkrieg gedacht. In Dahlenwarsleben gibt es ein weiteres Kriegerdenkmal, das neben dem Gedenken an die Gefallenen des Ersten Weltkriegs auch dem an die Opfer des Deutschen Kriegs und des Deutsch-Französischen Kriegs dient.

## Lage
Das Denkmal befindet sich auf dem Kirchhof nordwestlich der Sankt-Lamberti-Kirche, östlich der Kirchstraße.

## Gestaltung und Geschichte
Das Kriegerdenkmal besteht aus einem Findling, der auf einer kleinen Mauer platziert ist. Auf seiner Westseite trägt der Findling eine Inschriftenplatte. Unterhalb der Darstellung eines Eisernen Kreuzes befindet sich die Inschrift: